# Lepuire
Lepuirea (engleză lapping, rusă pritiranie) este un procedeu de finisare a suprafețelor cu muchiile așchietoare geometric nedefinite ale granulelor abrazive libere, dispersate într-un lichid sau încorporate într-o pastă abrazivă, așchierea producându-se prin deplasarea relativă a sculei de lepuit față de piesa de prelucrat (la lepuirea mecanică) sau a unei piese-pereche   care își transferă forma (contra-piesă cu  rol de sculă de lepuit, la lepuirea mecano-manuală),   granulele abrazive individuale efectuând traiectorii de așchiere neordonate. Suprafețele lepuite  prezintă, aproape exclusiv, urme de procesare neordonate, un  aspect semi-lucios și atunci când sunt supuse unei solicitări suportă o uzură redusă.
Lepuirea, care este un procedeu de prelucrare ultra-precisă, poate fi urmată de un proces de lustruire (engleză polishing process), pentru a obține suprafețe extrem de fine, chiar cu luciu de oglindă.
Se pot finisa prin lepuire suprafețe plane, suprafețe cilindrice exterioare sau interioare, de asemenea suprafețe profilate (de exemplu, sferice), acestea din urmă, prin profilarea adecvată a sculei de lepuit.
Datorită cerințelor de calitate foarte ridicate, respectate pentru piesele lepuite, procedeele de lepuire plană sau cilindrică s-au dovedit competitive în comparație cu strunjirea ultra-precisă, rectificarea de precizie sau honuirea.

## Caracteristicile procesului de lepuire
Lepuirea se evidențiază față de alte procedee de prelucrare a suprafețelor pieselor, prin următoarele caracteristici:
- Multe tipuri de piese de prelucrat pot fi procesate fără să fie fixate.
- Sunt prelucrabile economic suprafețe cu adaosuri de prelucrare de până la 0,2...0,5 mm.
- Prelucrarea precisă și ultra-precisă pot fi executate într-o singură operație tehnologică.
- Pot fi prelucrate componente cu grosimi foarte mici, de până la 0,1 mm.
- Se pot respecta cele mai exigente condiții de precizie a suprafețelor și rugozitate (Ra = 0,05...0,012 μm); abaterile de la planitate: 0,05...0,3 μm
- Efectul de încălzire minimă previne deformații termice nedorite și schimbări structurale în materialul piesei prelucrate.
- Pentru materiale compozite este garantată o calitate consistentă a prelucrării.
- Este posibil să fie prelucrate mai multe piese într-o singură operație tehnologică.[1]
- Se obțin ajustaje strânse (precise) între supafețele în contact ale pieselor conjugate, de exemplu între pistonașul și bucșa elementului pompei de injecție.

## Procedee de lepuire
Procesul de lepuire se desfășoară fie datorită acțiunii particulelor abrazive existente în lichidul de lepuire, fie datorită acțiunii combinate, chimice și abrazive a pastei abrazive care exercită un efect abraziv asupra suprafeței de lepuit.
Lepuirea se poate executa mecanic, pe mașini de lepuit, sau mecano-manual.
La lepuirea mecanică, prelucrarea este realizată prin adăugarea lichidului de lepuire (granule abrazive și lichid) în interstițiul (spațiul liber) dintre discul de lepuit al mașinii-unelte (scula de lepuit) și piesa de prelucrat.
Detașarea materialului are loc ca urmare a efectului rostogolirii granulelor abrazive libere în zona de contact dintre piesele de prelucrat și suprafața discului de lepuit al mașinii-unelte, sau acțiunii abrazive a granulelor fixate temporar în suprafața discului. Muchiile așchietoare ale granulelor care se deplasează pe traiectorii cicloidale se suprapun pe sau acoperă suprafața de prelucrat a piesei. În cazul materialelor dure și fragile, pe suprafața piesei de prelucrat sunt produse microfisuri, ale căror interconexiuni conduc la desprinderea particulelor de pe piesă. Suprafața piesei capătă aspectul său prin suprapunerea urmelor "crestăturilor"((engleză indentations) produse de muchiile granulelor angajate. Urmele create prin detașarea materialului, cauzată de procesul de așchiere, nu pot fi recunoscute în mod vizibil.
Procedeele de lepuire pot fi subdivizate în funcție de suprafața activă a sculei de lepuit. Se folosește termenul de lepuire periferică cilindrică exterioară atunci când axa sculei și axa suprafeței piesei de lepuit sunt paralele, respectiv termenul de lepuire laterală (plană) atunci când axele sculei și a suprafeței piesei de lepuit sunt reciproc perpendiculare.
Materialul sculei de lepuit și materialul abraziv se aleg în funcție de variantele de lepuire:
- lepuirea cu abrazivi liberi (nelegați), nepătrunși în corpul sculei; materialul abraziv este moale: var de Viena, oxid de crom, oxid de fier etc. Scula de lepuit este din material cu duritate mare: oțel călit, de aceea în timpul procesului nu are loc o impregnare a sculei cu granule abrazive. Ca lichid de lepuire cu granule abrazive în suspensie se folosește un amestec de ulei de mașini cu petrol sau benzină;
- lepuire cu abrazivi pătrunși în suprafața sculei. Scula de lepuit este executată din materiale moi: cupru, plumb, bronz, alamă, iar granulele abrazive trebuie să fie imprimate în prealabil în suprafața sculei, fără a fi tocite. Abrazivul poate fi pulbere de diamant, electrocorindon, carbură de siliciu, carbură de bor etc. Granulele abrazive sunt reținute în materialul sculei până când se tocesc sau sunt fracturate de presiunea exercitată în proces.
- lepuire cu paste abrazive. Pastele abrazive sunt aplicate periodic pe suprafața sculei de lepuit sau sunt în prealabil "încărcate" pe aceasta.[3]Pastele abrazive exercită atât o acțiune mecanică, abrazivă, cât și o acțiune chimică, prin formarea unor pelicule de oxid care sunt îndepărtate de granulele abrazive conținute în paste, în mișcarea lor. Pastele abrazive pot avea diferite compoziții: granule abrazive de oxid de crom sau Al și ca liant - acid oleic sau stearic; de asemenea, sunt folosite paste din pulbere de carbură de bor sau carbură de siliciu verde și parafină. Subțierea pastei se face prin adăugarea de petrol pentru scule din fontă, respectiv ulei de mașini pentru scule din oțel.

Pentru lepuirea mecanică se folosesc mașini de lepuit verticale cu două discuri de lepuit care se rotesc în sensuri opuse, cu turații diferite. Se pot lepui simultan două suprafețe plane opuse. Lichidul de lepuire  este adăugat prin discul de lepuire superior. Între cele două discuri de lepuit se află un disc separator în care sunt executate locașuri individuale pentru amplasarea pieselor de lepuit. Presiunea de lucru este creată de discul superior printr-un sistem pneumatic și poate fi variată după cum este necesar.
Pe aceste mașini de lepuit verticale cu două discuri se poate realiza și lepuirea periferică cilindrică exterioară. Discurile de lepuit, având rol de scule, sunt din fontă cenușie perlitică. În vederea lepuirii suprafețelor cilindrice exterioare, piesele de prelucrat sunt menținute liber, în locașurile din discul separator, executate înclinat. Piesele de prelucrat, în afară de rostogolirea în jurul propriei axe, suportă o alunecare laterală în timpul rotației discurilor, ceea ce asigură așchierea. Pentru asigurarea stabilității rezultatelor la lepuire, piesele de lepuit nu trebuie să prezinte variații dimensionale (diametrale) mari, în care scop se sortează înainte de lepuire. Pot fi realizate precizii de până la 0,2  μm pentru circularitate și rectilinitate. Viteza de detașare a materialului este de 10...20 μm în 10 minute, iar în cazul lepuirii oțelurilor călite - 3...1,5 μm/min. Adaosurile de prelucrare sunt minime, 0,005...0,01 mm, acestea depășesc cu puțin înălțimea rugozităților rămase de la operația anterioară de rectificare.
La lepuirea mecano-manuală sunt suprapuse o mișcare de rotație a piesei și o mișcare axială a sculei, la fel ca în procesul de honuire. Una dintre mișcări , de exemplu rotirea piesei de lepuit, prinse în mandrina mașinii-unelte, este mecanică iar cealaltă, a sculei, este manuală. Scula de lepuit are forma unei bucșe, cu o tăietură longitudinală care permite lărgirea sau îngustarea constructivă a bucșei. Acest fapt permite ajustarea presiunii de lucru intenționate și a dimensiunii diametrale dorite.
Lepuirea suprafețelor cilindrice interioare este posibilă cu ajutorul unor dornuri/tije special construite. Dornurile de lepuire pot fi mărite în diametru și astfel adaptabile la modificarea diametrelor.
Lepuirea suprafețelor sferice, inclusiv a bilelor, este posibilă prin profilarea corespunzătoare a sculei : suprafața sculei este forma negativă corespunzătoare  suprafeței de lepuit a piesei. Forma dorită este realizată prin modificarea permanentă a direcției de mișcare a sculei, care este oscilatorie.
Lepuirea prin jet sub presiune sau lepuirea fluidă este un procedeu în care materialul abraziv se află în suspensie într-un mediu lichid, de exemplu apă. În capul cu ajutaj, amestecul abraziv-apă este accelerat astfel încât fiecare granulă abrazivă este înconjurată de un strat de apă, care părăsește ajutajul. Amestecul abraziv-apă  creează un impact pe suprafața piesei, cu viteze foarte mari.  Din cauza rugozității existente pe piesă, o peliculă de apă se formează pe piesă, care cauzează o amortizare. În acest mod, proeminențele rugozității sunt reduse. În mod curent, agenți antirugină sau alți aditivi sunt amestecați în apă.
Suprafețele lepuite prin jet prezintă un aspect mat. Presiunile utilizate sunt între 4 și 10 bar, iar vitezele jetului ajung la valori de 300...800 m/s.
Lepuirea prin jet abraziv are și avantajul de a genera tensiuni de compresiune în stratul superficial, conducând la proprietăți dinamice favorabile ale pieselor lepuite. În special, în cazul unor componente intens solicitate, cum sunt paletele de turbină, procesele de lepuire prin jet sunt folosite pentru a îmbunătăți proprietățile straturilor superficiale, după operațiile de strunjire, frezare sau rectificare.

## Materiale prelucrate prin lepuire
Se pot prelucra prin lepuire numeroase materiale, atât metalice cât și nemetalice: metale, ceramice, sticle optice, materiale naturale cum sunt marmură, granit, bazalt, orice tip de pietre prețioase, mase plastice, materiale utilizate în tehnologia semiconductoarelor, de asemenea carbon, grafit și chiar diamant.
Lustruirea plană a sticlei poate fi considerată ca un proces special de lepuire. Discurile de lustruire sunt executate în acest caz dintr-o masă de rășină sau un material plastic special, lichidul de lustruire (engleză polishing slurry) este un amestec de oxizi metalici și apă distilată. Prin această metodă, pot fi lustruite, pe suprafețe plane, componente cu diametrul până la 500 mm, cu diametrul discului de lustruire peste 1,5 m.

## Compoziția materialelor pentru scule  și a materialelor operaționale
Materialele granulelor abrazive utilizate în procesarea prin lepuire sunt, în special, carbura de siliciu (SiC), corindonul (Al2O3), carbura de bor (B4C) și pulberea de diamant. Discul de lepuire efectuează o mișcare de rotație, iar viteza de rotație trebuie reglată astfel încât să fie evitate forțe centrifuge nepermis de mari. Discurile de lepuire sunt în general executate din fonte perlitice speciale sau din oțeluri aliate durificate. Dintre diferitele proprietăți fizice și chimice ale materialului discurilor de lepuire, o importanță decisivă are adâncimea de penetrare a granulelor abrazive în disc. Se deosebesc trei domenii de duritate a discurilor : moi (< 140 HB) , cu duritate medie (140...220 HB) și dure (> 220 HB). O duritate scăzută (discuri moi) favorizează „blocarea” granulelor abrazive în suprafața discului și conduce la detașarea ațchiilor de pe piesa de prelucrat. Discurile mai dure tind să producă rostogolirea granulelor în interstițiul activ dintre discuri. În general, folosirea de discuri mai dure conduce la o uzură mai mică a acestora și la o cantitate mai mare de material detașat de pe piesele care se lepuesc.
Pentru a diminua încălzirea în proces, la discul de lepuire poate fi adaptat un sistem de răcire cu lichid, sub suprafață. În cazul lepuirii de degroșare/preliminare, răcirea este indispensabilă deoarece, în caz contrar, temperatura discului de lepuire poate crește cu 50 0C, peste temperatura mediului ambiant. Aceasta ar provoca încălzirea nedorită a pieselor de prelucrat, modificarea viscozității și evaporarea mai intensă a lichidului de lepuire.
Viscozitatea lichidului de lepuire exercită o influență esențială asupra procesului. Se consideră, în general, că o viscozitate mare și o înaltă capacitate de încărcare (engleză load capacity) pot avea ca rezultat faptul ca grosimea peliculei de lichid de lepuire să depășească dimensiunea granulelor, astfel fiind împiedicată detașarea eficientă de material de pe piese. În consecință, trebuie să fie utilizate lichide de lepuire cu viscozitate mică, în cazul unor granule de dimensiuni mici.
În privința raportului de amestec  între granulele abrazive și lichid, se recomandă pentru lepuirea de degroșare 80...100 g pulbere abrazivă la 1 l de lichid, iar pentru lepuirea ultra-precisă, 65...80 g pulbere abrazivă la 1 l de lichid, atunci când acesta este pe bază de uleiuri; atunci când lichidul de lepuire este apa, valorile se măresc de trei-patru ori.
Caracteristicile determinante pentru calitatea pulberii abrazive sunt uniformitatea distribuției dimensiunilor granulelor, duritatea lor și tipul acestora. În mod curent sunt folosite granule cu dimensiuni medii de aproximativ 5...40 μm. Dacă granulele abrazive sunt prea mari, rezultă zgârieturi inadmisibile pe piese, în timp ce granule prea mici nu mai participă la detașarea de material. Ca lichide purtătoare de granule abrazive se folosesc uleiuri cu viscozitate mare sau medii compuse din ulei, parafină și petrol sau alți aditivi.